# Anne-Marie Johnson
Anne-Marie Johnson (ur. 18 lipca 1960) – amerykańska aktorka.

## Filmografia
- Hannah Montana
- Inny w klasie
- What's Happening Now (1985)
- Hollywood Shuffle (1987)
- I'm Gonna Git You Sucka (1988)
- Gorączka nocy 1988)
- Robot Jox (1990)
- Lucky/Chances (1990)
- The Five Heartbeats (1991)
- True Identity (1991)
- Strictly Business (1991)
- Why Colors? (1992)
- Asteroid (1997)
- Down in the Delta (1998)
- W pogoni za szczęściem (2006)
- Life/Drawing (2001)
- JAG (1997–2002)
- Through the Fire (2002)
- Girlfriends (2003)
- Siostrzyczki (2003)
- Świat Raven (2006)
- Wizards on Deck with Hannah Montana (2006)
- Tyler Perry's House of Payne (2007)
- Tajemnica Amy (2009)
- Ja w kapeli (2010)
- Uczciwy przekręt (2011)